# Aechmea
Die Aechmea sind eine Pflanzengattung aus der Unterfamilie Bromelioideae in der Familie der Bromeliengewächse (Bromeliaceae). In dieser Gattung gibt es etwa 250 bis 300 Arten. Das griechische Wort aechme bedeutet Lanzenspitze und so findet man gelegentlich die Bezeichnung Lanzenbromelien für diese Gattung. Die bekannteste Art der Gattung ist Aechmea fasciata, sie wird auch Lanzenrosette genannt.

## Beschreibung und Ökologie

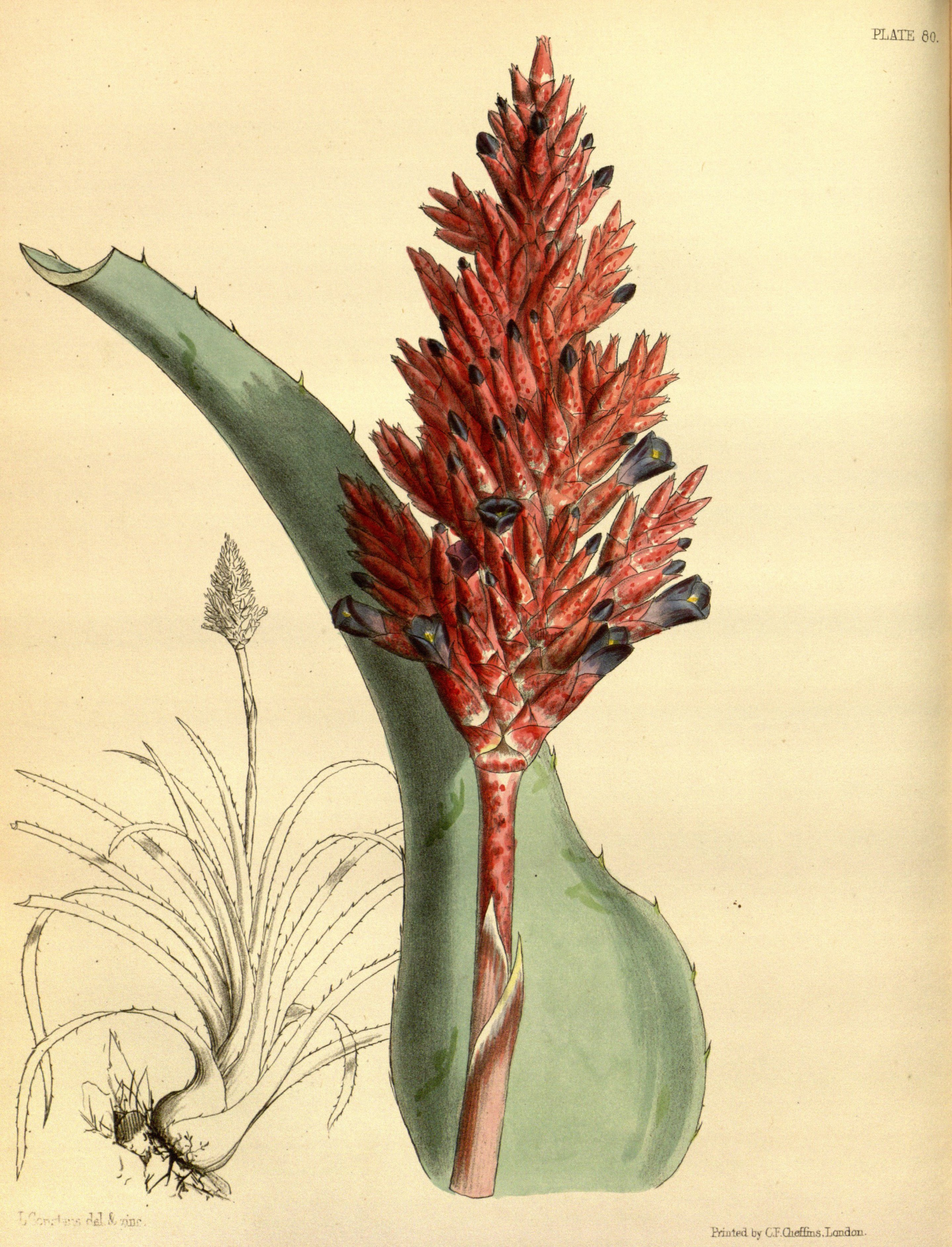
Illustration von Aechmea distichantha

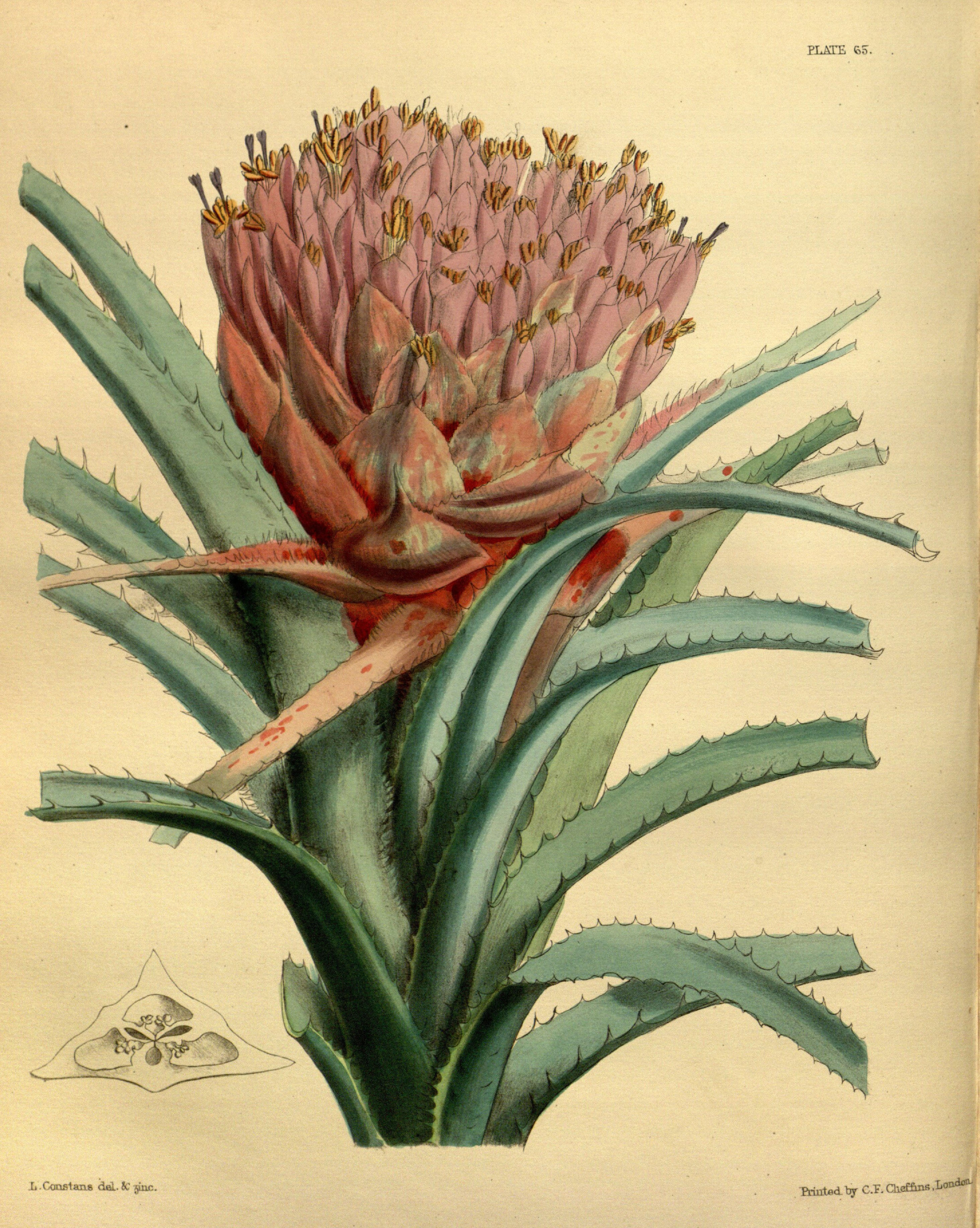
Illustration von Aechmea longifolia

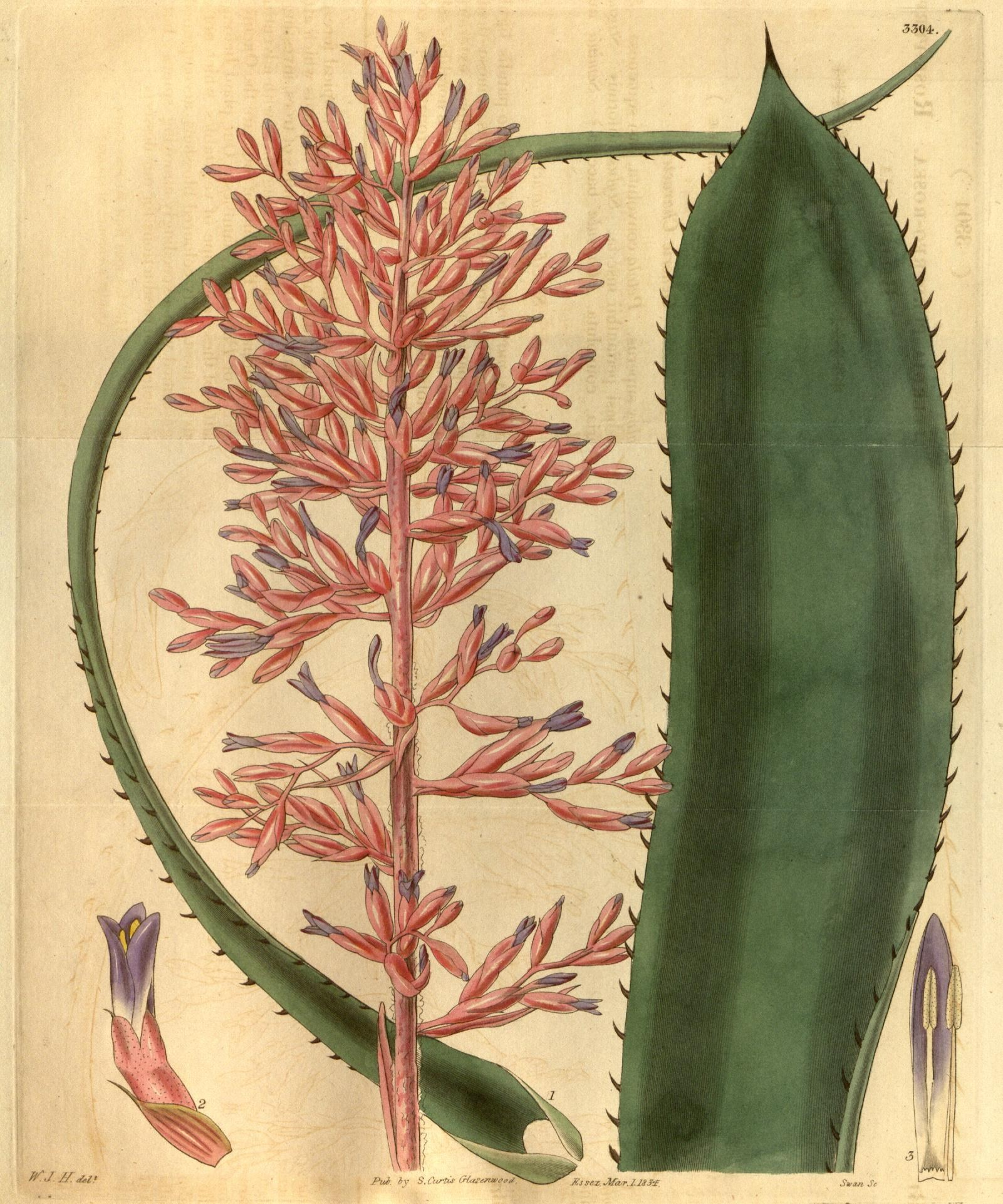
Illustration aus Curtis's Botanical Magazine, Tafel 3304 von Aechmea purpureorosea

### Erscheinungsbild und Blätter
Die Aechmea-Arten sind ausdauernde krautige Pflanzen. Diese Trichter- bzw. Zisternenbromelien wachsen meist als Epiphyten. Es gibt Arten ganz unterschiedlicher Größe: von der kleinen Aechmea recurvata mit Trichterdurchmesser und Höhe von etwa 20 Zentimetern bis zu Arten mit 2 Metern Trichterdurchmesser und Blütenständen, die über 2 Meter hoch sind. Die derben Blätter sind immer am Rande bewehrt (wie bei allen Vertretern der Bromelioideae). In den Blatttrichtern sammeln sich oft größere Mengen an Wasser. In vielen Trichtern gibt es kleine Biotope mit mehreren Tierarten sowie Algen und Wasserpflanzen.

### Blütenstände und Blüten
Die Blüten sitzen zu vielen in meistens ansehnlichen, lange haltbaren Blütenständen (Infloreszenzen), sie können einfach oder zusammengesetzt sein. An den Blütenständen sitzen oft auffällig gefärbte Hochblätter (Brakteen); es dominiert die Farbe Rot (meistens mit einem Blauanteil).
Die Blüten sind dreizählig. Die Farbe der Blütenhüllblätter (häufig sind sie blau oder bläulich-rot) und die starke Nektarabsonderung zeigen, dass Kolibris die Bestäuber sind. Die drei Kelchblätter sind zu einer kurzen Röhre verwachsen und besitzen meist eine Stachelspitze, selten sind sie stumpf. Die drei Kronblätter sind röhrig verwachsen. Zwei kleine Schüppchen an den Kronblättern (Ligulae) bilden ein Merkmal, das Botaniker zur Abgrenzung von anderen Gattungen der Unterfamilie nutzen. Es sind zwei Kreise mit je drei, meist freien fertilen Staubblättern vorhanden; sie sind meist kürzer als die Kronblätter. Drei Fruchtblätter sind zu einem unterständigen Fruchtknoten verwachsen.
Die Blütenformel lautet: {\displaystyle \star \;K_{(3)}\;C_{(3)}\;A_{3+3}\;G_{\overline {(3)}}}.

### Früchte und Samen
Die Früchte sind Beeren; im reifen Zustand sind sie oft stark gefärbt; hier dominieren Rot bis Blau. Die Früchte werden von Tieren (vor allem von Vögeln, seltener von Fledertieren und Affen) gefressen. Die Samen werden unverdaut wieder ausgeschieden und gelangen mit dem Kot auf Äste.

## Systematik
Die Gattung Aechmea wurde 1794 durch Hipólito Ruiz López und José Antonio Pavón y Jiménez aufgestellt. Der Gattungsname Aechmea Ruiz & Pav. nom. cons. ist nach den ICBN-Regeln (Vienna ICBN Art. 14.4 & App. III) konserviert gegenüber Hoiriri Adans., der schon Juli/August 1763 in Fam. pl. 2, S. 67, 584 veröffentlicht wurde.
Die Gattung Aechmea wurde früher in acht Untergattungen gegliedert. Die Reaktivierung der Untergattung Chevaliera (Gaudich. ex Beer) Baker zur Gattung Chevaliera Gaudich. ex Beer wurde in folgenden Bearbeitung der Gattung Aechmea nicht anerkannt. So bleibt es bei acht Untergattungen:
- Untergattung Aechmea
- Untergattung Chevaliera (Gaudich. ex Beer) Baker: Sie enthält nur drei Arten.
- Untergattung Lamprococcus (Beer) Baker
- Untergattung Macrochordion (de Vriese) Baker
- Untergattung Ortgiesia: Die 21 Arten sind nur im südöstlichen Brasilien verbreitet.
- Untergattung Platyaechmea (Baker) Baker (Syn.: Aechmea subgen. Hoplophytum (Beer) Mez)
- Untergattung Podaechmea Mez
- Untergattung Pothuava (Baker) Baker

### Arten
| In der Gattung gibt es 250 bis 300 Arten. (inklusive der Untergattung Chevaliera) mit allen gültigen Arten, Unterarten, Varietäten und Formen: |
| - Aechmea abbreviata L.B.Sm.: Sie gedeiht als Epiphyt in Wäldern in Höhenlagen von 1000 bis 1100 Metern in Ecuador nur in Napo. - Aechmea aculeatosepala (Rauh & Barthlott) Leme: Sie gedeiht als Epiphyt in artenarmen Wäldern in Höhenlagen von etwa 1200 Metern in Ecuador in Canar, Morona-Santiago sowie Napo. - Aechmea aenigmatica Lopez-Ferrari, Espejo, Ceja et A. Mendoza: Sie wurde 2011 aus dem mexikanischen Bundesstaat Oaxaca erstbeschrieben. Sie gedeiht in kleinen Beständen auf Felsen im mesophytischen Bergwald in Höhenlagen von etwa 1600 Metern. - Aechmea aguadocensis Leme & L.Kollmann: Sie wurde 2009 aus dem brasilianischen Bundesstaat Espírito Santo erstbeschrieben. Dieser Endemit gedeiht terrestrisch in Höhenlagen von etwa 625 Metern in einem fragmentierten Gebiet des Mata Atlântica, das Inselberge umgibt. - Aechmea aiuruocensis Leme: Sie wurde 2011 aus dem brasilianischen Bundesstaat Minas Gerais erstbeschrieben. Sie gedeiht terrestrisch oder lithophytisch im Mata Atlântica in Höhenlagen von 1700 bis 2000 Metern. - Aechmea alba Mez (Syn.: Aechmea pabstii Pereira & Moutinho): Sie gedeiht terrestrisch oder epiphytisch in krautigen, strauchigen und bewaldeten Restingas sowie dichten ombrophilen Wäldern in Höhenlagen von 500 bis 700 Metern in den brasilianischen Bundesstaaten Bahia sowie Minas Gerais. - Aechmea alegrensis W.Weber: Sie kommt nur im brasilianischen Bundesstaat Espírito Santo vor. - Aechmea alopecurus Mez: Sie kommt in Brasilien vor. - Aechmea amicorum B.R.Silva & H.Luther: Sie wurde 2009 aus Brasilien erstbeschrieben. Sie gedeiht terrestrisch in offenen Restinga-Wäldern in Höhenlagen von bis zu 50 Metern in den brasilianischen Bundesstaaten Bahia sowie Espírito Santo. - Aechmea ampla L.B.Sm.: Sie kommt nur im brasilianischen Bundesstaat Bahia vor. - Aechmea andaquiensis Betancur & Aguirre-Santoro: Sie wurde 2018 aus kolumbianischen Caquetá erstbeschrieben. - Aechmea andersonii H.Luther & Leme (Syn.: Aechmea andradei Gilmartin): Sie wurde 1998 aus dem brasilianischen Bundesstaat Bahia erstbeschrieben. Sie gedeiht als Epiphyt im feuchten Wald. - Aechmea angustifolia Poeppig & Endlicher (Syn.: Aechmea boliviana Rusby, Aechmea brachyclada Baker, Aechmea cumingii Baker, Aechmea cylindrata Lindm., Aechmea cylindrica Mez, Aechmea dryanderae Harms, Aechmea eggersii Mez, Aechmea inconspicua Harms, Aechmea leucocarpa André) Sie gedeiht hauptsächlich als Epiphyt in Höhenlagen von 0 bis 2000 Metern in Costa Rica, Kolumbien, Bolivien, Venezuela und Brasilien. - Aechmea anomala L.B.Sm.: Sie gedeiht als Epiphyt im Regenwald in Höhenlagen von 230 bis 250 Metern in Kolumbien nur in Narino und in Peru nur in Amazonas. - Aechmea apocalyptica Reitz: Sie gedeiht als Epiphyt im Dickicht und im Araucaria-Wald in Höhenlagen von 900 bis 1000 Metern. Sie kommt in den südlichen brasilianischen Bundesstaaten São Paulo sowie Santa Catarina vor. - Aechmea aquilega (Salisb.) Griseb. (Syn.: Aechmea hellae Weber): Sie soll in Costa Rica, Trinidad und Tobago Venezuela, in den Guyanas sowie in Brasilien vorkommen: - Aechmea aquilega var. aquilega f. alba Oliva-Esteve: Sie wurde 1999 erstbeschrieben und bisher nur in Höhenlagen von etwa 20 Metern in Tucacas in Carabobo in Venezuela gefunden. - Aechmea aquilega (Salisb.) Griseb. var. aquilega (Syn.: Aechmea meyeri Baker, Aechmea aquilegioides Kuntze): Sie gedeiht terrestrisch oder lithophytisch. Sie kommt in den südlichen brasilianischen Bundesstaaten Pernambuco sowie Alagoas vor. - Aechmea araneosa L.B.Sm.: Sie kommt nur im brasilianischen Bundesstaat Espírito Santo vor. - Aechmea arenaria (Ule) L.B.Sm. & M.A.Spencer: Sie gedeiht in sandigen Böden in Trockenwäldern in Höhenlagen von 200 bis 300 Metern in Peru nur in San Martin. - Aechmea aripensis (N.E.Br.) Pittendrigh: Sie gedeiht epiphytisch oder lithophytisch im Nebelwald in Höhenlagen von 900 bis 1020 Metern auf der Insel Trinidad und in Venezuela. - Aechmea atrovittata Leme & J.A.Siqueira: Sie wurde 2007 aus dem brasilianischen Bundesstaat Alagoas erstbeschrieben. Sie gedeiht epiphytisch im Küstenwald in einer Höhenlage von etwa 10 Metern. - Aechmea avaldoana Leme & W.Till: Sie wurde 2014 aus dem brasilianischen Bundesstaat Bahia erstbeschrieben. Sie gedeiht terrestrisch in einer Höhenlage von etwa 990 Metern. - Aechmea azurea L.B.Sm.: Sie gedeiht epiphytisch in Wäldern nur im brasilianischen Bundesstaat Espírito Santo. - Aechmea bahiana L.B.Sm.: Sie kommt nur im brasilianischen Bundesstaat Bahia vor. - Aechmea bambusoides L.B.Sm. & Reitz: Sie kommt nur im brasilianischen Bundesstaat Minas Gerais vor. - Aechmea baudoensis Aguirre-Santoro & Betancur: Sie wurde 2011 aus Kolumbien erstbeschrieben. Sie gedeiht als Epiphyt im kolumbianischen Chocó. - Aechmea biflora (L.B.Sm.) L.B.Sm. & M.A.Spencer (Syn.: Streptocalyx biflorus L.B.Sm.): Sie gedeiht im tropischen Regenwald in Ecuador nur in Pastaza. - Aechmea blanchetiana (Baker) L.B.Sm. (Syn.: Streptocalyx laxiflora Baker, Aechmea laxiflora (Baker) Mez, Aechmea remotiflora Mez): Sie gedeiht terrestrisch im Küstengebüsch (Restinga) nur im brasilianischen Bundesstaat Bahia. - Aechmea blumenavii Reitz: Es gibt zwei Varietäten nur im brasilianischen Bundesstaat Santa Catarina: - Aechmea blumenavii Reitz var. alba: Sie unterscheidet sich von der Nominatform durch weiße statt leuchtend gelbe Kronblätter. - Aechmea blumenavii var. blumenavii Reitz: Sie gedeiht epiphytisch in Wäldern in Höhenlagen von 300 bis 850 Metern. - Aechmea bocainensis E.Pereira & Leme: Sie gedeiht im Mata Atlântica im südöstlichen Brasilien. - Aechmea brachystachya (Harms) L.B.Sm. & M.A.Spencer (Syn.: Streptocalyx brachystachys Harms): Sie gedeiht epiphytisch in Regenwäldern nur in der peruanischen Region Loreto. - Aechmea bracteata (Swartz) Griseb.: Es gibt zwei Varietäten: - Aechmea bracteata (Swartz) Griseb. var. bracteata (Syn.: Aechmea barleei Baker, Aechmea isabellina Baker, Aechmea macracantha Brongn. ex André, Aechmea regularis Baker): Sie gedeiht epiphytisch in Höhenlagen von 30 bis 1400 Metern. Sie ist von Mexiko über Guatemala, Honduras, Nicaragua bis Costa Rica und von Kolumbien bis Venezuela weitverbreitet. - Aechmea bracteata var. pacifica Beutelsp. (Syn.: Aechmea laxiflora Benth.): Sie gedeiht meist epiphytisch oder manchmal lithophytisch in Höhenlagen von 5 bis 940 Metern in Mexiko sowie Costa Rica. - Aechmea brassicoides Baker: Über sie ist wenig bekannt. Der Fundort des Typusmateriales ist „Kaieteur Savannah, Potaro River, Guyana“. - Aechmea brevicollis L.B.Sm.: Sie gedeiht terrestrisch oder epiphytisch in Wäldern in Höhenlagen von 100 bis 270 Metern in Brasilien nur in Amazonas, in Kolumbien nur in Vaupes und in Venezuela nur in Amazonas. - Aechmea bromeliifolia (Rudge) Baker: Es gibt zwei Varietäten: - Aechmea bromeliifolia. var. albobracteata Philcox: Dieser Endemit gedeiht am Waldrand am Übergang zum feuchten „Campo-Grasland“ nur im brasilianischen Bundesstaat Mato Grosso. - Aechmea bromeliifolia (Rudge) Baker var. bromeliifolia (Syn.: Aechmea bromeliifolia var. angustispica Philcox): Sie gedeiht epiphytisch, lithophytisch oder terrestrisch in Höhenlagen von 0 bis 1585 Metern. Sie ist von Guatemala über Belize bis Honduras und von Kolumbien über Venezuela, Guyana, Surinam, Französisch-Guyana sowie Brasilien bis Peru, Paraguay sowie Argentinien weitverbreitet und kommt auf der Insel Trinidad vor. - Aechmea brueggeri Leme: Sie gedeiht terrestrisch nur im brasilianischen Bundesstaat Minas Gerais. - Aechmea caesia E.Morren ex Baker: Sie gedeiht epiphytisch in Regenwäldern in Höhenlagen von etwa 900 Metern nur im brasilianischen Bundesstaat Rio de Janeiro. - Aechmea callichroma R.W.Read & Baensch: Sie kommt vielleicht in Brasilien vor. - Aechmea calyculata (E.Morren) Baker: Seit 2004 gibt es zwei Varietäten: - Aechmea calyculata (E.Morren) Baker var. calyculata (Syn.: Aechmea gamosepala A.Cast. non Wittm., Aechmea selloana Baker, Aechmea thyrsigera Speg.): Sie gedeiht terrestrisch an Ufern und epiphytisch in Wäldern in Höhenlagen von 100 bis 700 Metern im brasilianischen Bundesstaat Santa Catarina und in Argentinien. - Aechmea calyculata var. variegata T.Strehl: Sie wurde 2004 aus dem brasilianischen Bundesstaat Rio Grande do Sul erstbeschrieben. Sie wurde bisher nur als Epiphyt in einem Galeriewald des Río Uruguay gefunden. - Aechmea campanulata L.B.Sm.: Sie gedeiht terrestrisch in Höhenlagen von etwa 700 Metern nur in Britisch-Guayana. - Aechmea candida E.Morren ex Baker: Sie kommt nur im brasilianischen Bundesstaat Santa Catarina vor. - Aechmea capixabae L.B.Sm.: Dieser Endemit gedeiht in Höhenlagen von etwa 775 Metern nur im brasilianischen Bundesstaat Espírito Santo vor. - Aechmea cariocae L.B.Sm.: Sie kommt nur im brasilianischen Bundesstaat Rio de Janeiro vor. - Aechmea carvalhoi E.Pereira & Leme: Sie gedeiht epiphytisch in Regenwäldern nur im brasilianischen Bundesstaat Bahia. - Aechmea castanea L.B.Sm.: Sie kommt nur im brasilianischen Bundesstaat Espírito Santo vor. - Aechmea castelnavii Baker (Syn.: Aechmea matudae L.B.Sm., Aechmea sprucei Mez): Sie gedeiht epiphytisch, lithophytisch sowie terrestrisch in Brasilien. - Aechmea catendensis J.A.Siqueira & Leme: Sie wurde 2007 erstbeschrieben. Sie gedeiht epiphytisch und lithophytisch in Höhenlagen von etwa 700 Metern in den brasilianischen Bundesstaaten Pernambuco sowie Alagoas. - Aechmea cathcartii C.F.Reed & R.W.Read: Sie gedeiht epiphytisch in Höhenlagen von etwa 2300 Metern im Bundesstaat Miranda in Venezuela. - Aechmea caudata Lindman: Es gibt drei Varietäten: - Aechmea caudata var. caudata: Es gibt zwei Formen: - Aechmea caudata var. caudata f. albiflora W.Weber & Röth: Sie kommt in Brasilien vor. - Aechmea caudata Lindman var. caudata f. caudata: Sie gedeiht lithophytisch am Küstenstreifen bis epiphytisch in Wäldern in Höhenlagen von 0 bis 900 Metern in den brasilianischen Bundesstaaten Espírito Santo, São Paulo, Santa Catarina, Rio Grande do Sul. - Aechmea caudata var. eipperi Reitz: Sie kommt nur im brasilianischen Bundesstaat Santa Catarina vor. - Aechmea caudata var. variegata M.B.Foster: Dieser seltene Endemit gedeiht epiphytisch im Schatten nur im Munizipaldistrikt Araquari in Santa Catarina. - Aechmea cephaloides J.A.Siqueira & Leme : Sie wurde 2007 aus dem brasilianischen Bundesstaat Pernambuco erstbeschrieben. Sie wurde bisher nur terrestrisch wachsend in einer Höhenlage von etwa 600 Metern gefunden. - Aechmea chantinii (Carrière) Baker: Sie besitzt eine schöne Blattzeichnung; die weißen Streifen sind Ansammlungen von Saugschuppen (Trichomen): Es gibt zwei Varietäten: - Aechmea chantinii (Carrière) Baker var. chantinii: Es gibt zwei Formen: - Aechmea chantinii var. chantinii f. amazonica (Ule) H.Luther (Syn.: Aechmea amazonica Ule): Sie kommt in Kolumbien, Brasilien, Peru und vielleicht Ecuador vor. Ihre Laubblätter besitzen keine Blattzeichnung. - Aechmea chantinii var. chantinii f. chantinii: Sie gedeiht epiphytisch in Wäldern in Höhenlagen von 100 bis 1160 Metern. Sie kommt in Kolumbien, Venezuela, Brasilien, Ecuador und Peru vor. - Aechmea chantinii var. fuchsii H.Luther: Sie kommt in Ecuador vor. - Aechmea chrysocoma Baker (Syn.: Aechmea aquilega var. chrysocoma (Baker) L.B.Sm.): Sie gedeiht terrestrisch und epiphytisch in den brasilianischen Bundesstaaten Paraíba, Pernambuco sowie Alagoas. - Aechmea coelestis (K.Koch) E.Morren: Es gibt drei Varietäten: - Aechmea coelestis (K.Koch) E.Morren var. acutifolia: Sie kommt nur im brasilianischen Bundesstaat Rio de Janeiro vor. - Aechmea coelestis var. albomarginata: Es ist eine panaschierte Auslese. - Aechmea coelestis var. coelestis: Sie gedeiht lithophytisch auf offenen Gipfelbereichen und epiphytisch in Wäldern in Höhenlagen von 650 bis 880 Metern in den brasilianischen Bundesstaaten Espírito Santo, São Paulo, Rio de Janeiro sowie Paraná. - Aechmea colombiana (L.B.Sm.) L.B.Sm. & M.A.Spencer (Syn.: Streptocalyx colombianus L.B.Sm.): Sie gedeiht terrestrisch und lithophytisch in Savannen sowie Wäldern in Höhenlagen von 195 bis 250 Metern in den kolumbianischen Departamentos Vaupes sowie Amazonas. - Aechmea comata (Gaudichaud) Baker (Syn.: Aechmea lindenii (E.Morren) Baker): Es gibt zwei Varietäten: - Aechmea comata var. comata: Sie gedeiht auf Felsen sowie Dünen und epiphytisch in Küstenwäldern in Höhenlagen von 5 bis 50 Metern in den brasilianischen Bundesstaaten Santa Catarina sowie Rio Grande do Sul. - Aechmea comata var. makoyana: Sie wurde mit einem kultivierten, panaschierten Exemplar erstbeschrieben, dessen Herkunft unbekannt ist. - Aechmea confertiflora Aguirre-Santoro & Betancur: Sie wurde 2011 erstbeschrieben. Sie wurde bisher nur epiphytisch in Höhenlagen von 1700 bis 2060 Metern wachsend im kolumbianischen Departamento Santander gefunden. - Aechmea confusa H.Luther: Sie kommt nur in der peruanischen Region Loreto vor. - Aechmea conifera L.B.Sm.: Sie gedeiht epiphytisch in einer Höhenlage von etwa 240 Metern nur im brasilianischen Bundesstaat Bahia vor. - Aechmea contracta (Martius ex Schultes f.) Baker (Syn.: Aechmea trigona E.Pereira): Sie gedeiht terrestrisch und epiphytisch in Wäldern in Höhenlagen von 100 bis 400 Metern. Sie ist in Kolumbien, Peru, Brasilien und Guyana verbreitet. - Aechmea correia-araujoi E.Pereira & Moutinho: Sie gedeiht epiphytisch im brasilianischen Bundesstaat Bahia. - Aechmea corymbosa (Martius ex Schultes f.) Mez: Sie kommt in Kolumbien, Peru sowie Brasilien vor. - Aechmea costantinii (Mez) L.B.Sm.: Sie kommt in brasilianischen Bundesstaaten Pernambuco, Alagoas, sowie Paraíba vor. - Aechmea cucullata H.Luther: Sie kommt in Ecuador nur in Napo vor. - Aechmea cymosopaniculata Baker: Sie kommt in Venezuela nur in Aragua vor. - Aechmea dactylina Baker: Sie kommt in Nicaragua, Costa Rica, Panama und Kolumbien vor. - Aechmea dealbata E.Morren ex Baker: Sie kommt nur im brasilianischen Bundesstaat Guanabara vor. - Aechmea decurva Proctor: Dieser Endemit gedeiht einzeln epiphytisch an schattigen Felsen im Bergregenwald nur am östlichen Ende von Jamaika (St. Thomas, Portland). - Aechmea dichlamydea Baker: - Aechmea dichlamydea Baker var. dichlamydea (Syn.: Aechmea bracteata sensu Griseb., Aechmea nichollsii Baker): Dieser Endemit gedeiht epiphytisch in Höhenlagen von 450 bis 500 Metern nur auf der Insel Tobago. - Aechmea dichlamydea var. pariaensis Pittendr.: Sie kommt in Venezuela vor. - Aechmea dichlamydea var. trinitensis L.B.Sm.: Sie kommt in Venezuela und auf der Insel Trinidad vor. - Aechmea digitata L.B.Sm. & R.W.Read: Sie kommt nur im brasilianischen Bundesstaat Bahia vor. - Aechmea discordiae Leme: Sie kommt nur im brasilianischen Bundesstaat Bahia vor. - Aechmea disjuncta (L.B.Sm.) Leme & J.A.Siqueira: Sie kommt nur im brasilianischen Bundesstaat Bahia vor. - Aechmea distichantha Lem.: - Aechmea distichantha var. distichantha: - Aechmea distichantha var. d. f. albiflora - Aechmea distichantha var. d. f. distichantha - Aechmea distichantha var. glaziovii - Aechmea distichantha var. schlumbergeri - Aechmea distichantha var. vernicosa - Aechmea downsiana Pittendrigh: Dieser Endemit gedeiht in einer Höhenlage von 750 Metern nur auf der Insel Trinidad. - Aechmea echinata (Leme) Leme - Aechmea egleriana L.B.Sm. - Aechmea emmerichiae Leme - Aechmea entringeri Leme - Aechmea eurycorymbus Harms - Aechmea farinosa (Regel) L.B.Sm.: - Aechmea farinosa var. conglomerata - Aechmea farinosa var. discolor - Aechmea farinosa var. farinosa - Aechmea fasciata (Lindl.) Baker: Der deutsche Trivialname ist Lanzenrosette; es ist eine sehr lange blühende, sehr einfach zu pflegende Zimmerpflanze, die in größeren Mengen produziert wird: - Aechmea fasciata (Lindl.) Baker var. fasciata - Aechmea fasciata var. flavivittata - Aechmea fasciata var. pruinosa - Aechmea fasciata var. purpurea - Aechmea fendleri André ex Mez - Aechmea fernandae (E.Morren) Baker - Aechmea ferruginea L.B.Sm. - Aechmea filicaulis (Griseb.) Mez - Aechmea flavorosea E.Pereira - Aechmea flemingii H.Luther - Aechmea floribunda Martius ex Schultes f. - Aechmea fosteriana L.B.Sm.: - Aechmea fosteriana L.B.Sm. var. fosteriana - Aechmea fosteriana var. rupicola - Aechmea frassyi Leme & J.A.Siqueira - Aechmea fraudulosa Mez - Aechmea fuerstenbergii E.Morren & Wittmack - Aechmea fulgens Brongniart: - Aechmea fulgens var. discolor - Aechmea fulgens var. fulgens - Aechmea galeottii Baker - Aechmea gamosepala Wittm.: - Aechmea gamosepala Wittm. var. gamosepala - Aechmea gamosepala var. nivea - Aechmea geminiflora (Harms) L.B.Sm. & M.A.Spencer - Aechmea gigantea Baker - Aechmea glandulosa Leme - Aechmea gracilis Lindman - Aechmea grazielae Martinelli & Leme - Aechmea guainumbiorum J.A.Siqueira & Leme - Aechmea guaratubensis E.Pereira - Aechmea gurkeniana E.Pereira & Moutinho - Aechmea haltonii H.Luther - Aechmea hoppii (Harms) L.B.Sm. - Aechmea huebneri Harms - Aechmea iguana Wittmack - Aechmea joannis T.Strehl: - Aechmea joannis var. alvipetala T.Strehl - Aechmea joannis T.Strehl var. joannis - Aechmea kentii (H.Luther) L.B.Sm. & M.A.Spencer - Aechmea kertesziae Reitz: - Aechmea kertesziae var. kertesziae - Aechmea kertesziae var. viridiaurata - Aechmea kleinii Reitz - Aechmea koesteri Manzanares - Aechmea kuntzeana Mez - Aechmea lactifera Leme & J.A.Siqueira - Aechmea lamarchei (Morr.) Mez (Syn.: Aechmea chlorophylla L.B.Sm., Aechmea lagenaria (Morr. ex Mez) Mez): Sie gedeiht terrestrisch in Wäldern in Höhenlagen von 930 bis 1400 Metern in den brasilianischen Bundesstaaten Bahia, Minas Gerais sowie Rio de Janeiro. - Aechmea lanata (L.B.Sm.) L.B.Sm. & M.A.Spencer - Aechmea ×lanjouwii (L.B.Sm.) Gouda & Moonen - Aechmea lasseri L.B.Sm. - Aechmea latifolia (Willd. ex Schultes f.) Klotzsch ex Baker - Aechmea leonard-kentiana H.Luther & Leme - Aechmea leptantha (Harms) Leme & J.A.Siqueira - Aechmea leucolepis L.B.Sm. - Aechmea longicuspis Baker - Aechmea longifolia (Rudge) L.B.Sm. & M.A.Spencer - Aechmea lueddemanniana (K.Koch) Mez - Aechmea lugoi (Gilmartin & H.Luther) L.B.Sm. & M.A.Spencer - Aechmea lymanii W.Weber - Aechmea maasii Gouda & W.Till - Aechmea macrochlamys L.B.Sm. - Aechmea maculata L.B.Sm. - Aechmea magdalenae (André) André ex Baker: - Aechmea magdalenae var. magdalenae - Aechmea magdalenae var. quadricolor - Aechmea manzanaresiana H.Luther - Aechmea marauensis Leme - Aechmea marginalis Leme & J.A.Siqueira - Aechmea mariae-reginae H.Wendland: Mit ihren wie ein Mantel zurückgeschlagenen, kardinalroten Hochblättern eine sehr dekorative Art, mit einem Blütenstand, der über 1 Meter hoch werden kann. - Aechmea melinonii Hook. - Aechmea mertensii (G.Meyer) Schultes f. - Aechmea mexicana Baker - Aechmea microcephala E.Pereira & Leme - Aechmea milsteiniana L.B.Sm. & R.W.Read - Aechmea miniata (Beer) hortus ex Baker: - Aechmea miniata var. discolor - Aechmea miniata var. miniata - Aechmea mira Leme & H.Luther - Aechmea mollis L.B.Sm. - Aechmea moonenii Gouda - Aechmea moorei H.Luther - Aechmea mulfordii L.B.Sm. - Aechmea murcae (L.B.Sm.) L.B.Sm. & M.A.Spencer - Aechmea muricata (Arruda) L.B.Sm. - Aechmea mutica L.B.Sm. - Aechmea nallyi L.B.Sm. - Aechmea napoensis L.B.Sm. & M.A.Spencer - Aechmea nidularioides L.B.Sm. - Aechmea nivea L.B.Sm. - Aechmea nudicaulis (L.) Griseb.: - Aechmea nudicaulis var. aequalis - Aechmea nudicaulis var. aureorosea - Aechmea nudicaulis var. capitata - Aechmea nudicaulis var. cuspidata: - Aechmea nudicaulis var. c. f. cuspidata - Aechmea nudicaulis var. c. f. tabuleirensis - Aechmea nudicaulis var. flavomarginata - Aechmea nudicaulis var. nudicaulis - Aechmea nudicaulis var. plurifolia - Aechmea nudicaulis var. simulans - Aechmea organensis Wawra - Aechmea orlandiana L.B.Sm.: - Aechmea orlandiana subsp. belloi - Aechmea orlandiana subsp. orlandiana - Aechmea ornata Baker: - Aechmea ornata var. hoehneana - Aechmea ornata var. nationalis - Aechmea ornata var. ornata - Aechmea pallida L.B.Sm. - Aechmea paniculata Ruiz & Pavón - Aechmea paniculigera (Swartz) Griseb. - Aechmea paradoxa (Leme) Leme - Aechmea patriciae H.Luther - Aechmea pectinata Baker - Aechmea pedicellata Leme & H.Luther - Aechmea penduliflora André - Aechmea perforata L.B.Sm. - Aechmea phanerophlebia Baker - Aechmea pimenti-velosoi Reitz: - Aechmea pimenti-velosoi var. glabra - Aechmea pimenti-velosoi var. pimenti-velosoi - Aechmea pineliana (Brongniart ex Planchon) Baker: - Aechmea pineliana var. minuta - Aechmea pineliana (Brongniart ex Planchon) Baker var. pineliana - Aechmea pittieri Mez - Aechmea podantha L.B.Sm. - Aechmea poitaei (Baker) L.B.Sm. & M.A.Spencer - Aechmea politii L.B.Sm. - Aechmea polyantha E.Pereira & Reitz - Aechmea prancei L.B.Sm. - Aechmea prava E.Pereira - Aechmea pseudonudicaulis Leme - Aechmea pubescens Baker - Aechmea purpureorosea (Hook.) Wawra - Aechmea pyramidalis Benth. - Aechmea racinae L.B.Sm.: - Aechmea racinae var. erecta - Aechmea racinae var. luteocarpa - Aechmea racinae var. racinae - Aechmea racinae var. tubiformis - Aechmea ramosa Martius ex Schultes f.: - Aechmea ramosa var. festiva - Aechmea ramosa var. ramosa - Aechmea ramusculosa Leme - Aechmea reclinata C.Sastre & R.Brithmer - Aechmea recurvata (Klotzsch) L.B.Sm.: Es ist eine kleinbleibende Art: - Aechmea recurvata var. benrathii - Aechmea recurvata var. ortgiesii - Aechmea recurvata var. recurvata - Aechmea recurvipetala Leme & L.Kollmann: Sie wurde 2011 erstbeschrieben. - Aechmea retusa L.B.Sm. - Aechmea roberto-anselmoi E.Pereira & Leme - Aechmea roberto-seidelii E.Pereira - Aechmea rodriguesiana (L.B.Sm.) L.B.Sm. - Aechmea roeseliae H.Luther - Aechmea romeroi L.B.Sm. - Aechmea rubens (L.B.Sm.) L.B.Sm. - Aechmea rubiginosa Mez - Aechmea rubrolilacina Leme - Aechmea seideliana W.Weber - Aechmea seidelii (Leme) L.B.Sm. & M.A.Spencer - Aechmea serragrandensis Leme & J.A. Siqueira - Aechmea serrata (L.) Mez - Aechmea servitensis André: - Aechmea servitensis var. exigua - Aechmea servitensis var. servitensis - Aechmea setigera Martius ex Schultes f. - Aechmea smithiorum Mez: - Aechmea smithiorum var. longistipitata - Aechmea smithiorum var. smithiorum - Aechmea spectabilis Brongniart ex Houllet - Aechmea sphaerocephala Baker - Aechmea squarrosa Baker - Aechmea stenosepala L.B.Sm. - Aechmea streptocalycoides Philcox - Aechmea strobilacea L.B.Sm. - Aechmea strobilina (Beurling) L.B.Sm. & R.W.Read - Aechmea sucreana Martinelli & C.Vieira - Aechmea tayoensis Gilmartin - Aechmea tessmannii Harms - Aechmea timida Leme: Sie wurde 2014 aus dem brasilianischen Bundesstaat Minas Gerais erstbeschrieben. Sie gedeiht terrestrisch in einem gestörten Gebiet des Mata Atlântica in einer Höhenlage von etwa 800 Metern. - Aechmea tillandsioides (Martius ex Schultes f.) Baker - Aechmea tocantina Baker - Aechmea tomentosa Mez - Aechmea triangularis L.B.Sm. - Aechmea triticina Mez - Aechmea urussucensis E.H.Souza & Leme: Sie wurde 2024 aus dem brasilianischen Bundesstaat Bahia erstbeschrieben. Sie gedeiht in kleinen Gruppen von 6 bis 15 Exemplaren an Bäumen mit kleinen Stammdurchmessern des Mata Atlântica in einer Höhenlage von etwa 140 Metern. - Aechmea vallerandii (Carrière) Erhardt, Götz & Seybold (Syn.: Aechmea beeriana L.B.Sm. & M.A.Spencer, Streptocalyx vallerandii (Carrière) E.Morren) - Aechmea vanhoutteana (Van Houtte) Mez - Aechmea vasquezii H.Luther - Aechmea victoriana L.B.Sm.: Die zwei Varietäten kommen in Brasilien vor: - Aechmea victoriana var. discolor M.B.Foster - Aechmea victoriana L.B.Sm. var. victoriana - Aechmea viridipetala A.F.Costa & Amorim: Sie wurde 2012 aus dem brasilianischen Bundesstaat Bahia erstbeschrieben. - Aechmea warasii E.Pereira: Die drei Varietäten kommen in Brasilien vor: - Aechmea warasii var. discolor E.Pereira - Aechmea warasii var. intermedia (E.Pereira) E.Pereira & Lem - Aechmea warasii E.Pereira var. warasii - Aechmea weberi (E.Pereira & Leme) Leme: Es ist ein Endemit des Municipio Una im brasilianischen Bundesstaat Bahia und gedeiht terrestrisch im Schatten im Wald in einer Höhenlage von etwa 30 Metern. - Aechmea weilbachii F.Didr.: Die zwei Varietäten kommen in Brasilien vor: - Aechmea weilbachii var. albipetala Leme & And.Costa - Aechmea weilbachii F.Didr. var. weilbachii: Es gibt drei Formen: - Aechmea weilbachii var. weilbachii f. leodiensis (André) Pereira & Leme - Aechmea weilbachii var. weilbachii f. pendula Reitz - Aechmea weilbachii var. weilbachii f. viridisepala Pereira & Leme - Aechmea werdermannii Harms: Brasilien - Aechmea williamsii (L.B.Sm.) L.B.Sm. & M.A.Spencer: Brasilien, Kolumbien, Peru - Aechmea winkleri Reitz: Brasilien - Aechmea wittmackiana (Regel) Mez: Brasilien - Aechmea woronowii Harms: Kolumbien, Ecuador, Peru - Aechmea zebrina L.B.Sm.: Kolumbien |

| Durch Aguirre-Santoro 2017 wurden etwa 27 Arten in die reaktivierte Gattung Wittmackia Mez gestellt, die etwa 44 Arten enthält: |
| - Aechmea altocaririensis Leme & L.Kollmann → Wittmackia altocaririensis (Leme & L.Kollmann) Aguirre-Santoro: Sie wurde 2011 aus dem brasilianischen Bundesstaat Minas Gerais erstbeschrieben. Sie gedeiht epiphytisch in der Strauchschicht oder terrestrisch in der Krautschicht des montanen Mata Atlântica in Höhenlagen von etwa 900 Metern. - Aechmea amorimii Leme→ Wittmackia amorimii (Leme) Aguirre-Santoro: Sie gedeiht als Epiphyt im Küstenregenwald in Höhenlagen von etwa 100 Metern nur im brasilianischen Bundesstaat Bahia. - Aechmea andersoniana Leme & H.Luther → Wittmackia andersoniana (Leme & H.Luther) Aguirre-Santoro: Sie wurde 2003 aus dem brasilianischen Bundesstaat Bahia erstbeschrieben. Sie gedeiht als Epiphyt im Mata Atlântica in Höhenlagen von etwa 800 Metern vergesellschaftet mit anderen Bromelien. - Aechmea bicolor L.B.Sm. → Wittmackia bicolor (L.B.Sm.) Aguirre-Santoro: Sie ist nur von der Typusaufsammlung durch Mulford Bateman Foster bekannt. Sie wurde 1955 anhand eines kultivierten Exemplars, das 1948 zum ersten Mal blühte, beschrieben. Sie gedeiht lithophytisch und epiphytisch von Blumenau bis Itajai nur im brasilianischen Bundesstaat Santa Catarina. - Aechmea subintegerrima (Philcox) Leme (Syn.: Ronnbergia brasiliensis E.Pereira & I.A.Penna) → Wittmackia brasiliensis (E.Pereira & I.A.Penna) Aguirre-Santoro: Sie gedeiht im Mata Atlântica im brasilianischen Bundesstaat Bahia. - Aechmea burle-marxii E.Pereira → Wittmackia burle-marxii (E.Pereira) Aguirre-Santoro: Sie gedeiht in feuchten Bergwäldern in Höhenlagen von 300 bis 400 Metern nur im brasilianischen Bundesstaat Minas Gerais vor. - Aechmea canaliculata Leme & H.Luther → Wittmackia canaliculata (Leme & H.Luther) Aguirre-Santoro: Sie wurde 1999 aus dem brasilianischen Bundesstaat Bahia erstbeschrieben. Sie gedeiht terrestrisch an steilen Hängen im Mata Atlântica in Höhenlagen von 500 bis 600 Metern. - Aechmea froesii (L.B.Sm.) Leme & J.A.Siqueira (Syn.: Aechmea lingulata var. froesii L.B.Sm.) → Wittmackia froesii (L.B.Sm.) Aguirre-Santoro - Aechmea gregaria Leme & L.Kollmann → Wittmackia gregaria (Leme & L.Kollmann) Aguirre-Santoro: Sie wurde 2014 aus dem brasilianischen Bundesstaat Bahia erstbeschrieben. Sie gedeiht terrestrisch in einer Höhenlage von etwa Meeresniveau. - Aechmea incompta Leme & H.Luther → Wittmackia incompta (Leme & H.Luther) Aguirre-Santoro - Aechmea ituberaensis Leme & L.Kollmann → Wittmackia ituberaensis (Leme & L.Kollmann) Aguirre-Santoro: Diese terrestrisch an der Küste des brasilianischen Bundesstaates Bahia lebende Art wurde 2013 erstbeschrieben. - Aechmea laevigata Leme → Wittmackia laevigata (Leme) Aguirre-Santoro - Aechmea limai Leme: Sie wurde 2011 aus Bahia erstbeschrieben. → Wittmackia limae (Leme) Aguirre-Santoro - Aechmea lingulata (L.) Baker (Syn.: Aechmea odora Baker, Aechmea plumieri Baker, Aechmea surinamensis hort. Van Houtte ex Beer, Billbergia odora Miq., Bromelia lingulata L., Cheavalliera lingulata (L.) Griseb., Hohenbergia odora Baker, Hoplophytum lingulatum Beer, Lamprococcus ramosus Beer, Wittmackia glaziovii Mez, Wittmackia lingulata Mez, Wittmackia odora Mez) → Wittmackia lingulata (L.) Mez - Aechmea lingulatoides Leme & H.Luther → Wittmackia lingulatoides (Leme & H.Luther) Aguirre-Santoro - Aechmea linharesiorum Leme → Wittmackia linharesiorum (Leme) Aguirre-Santoro - Aechmea maranguapensis Leme & Scharf → Wittmackia maranguapensis (Leme & Scharf) Aguirre-Santoro: Sie wurde 2011 aus dem brasilianischen Ceara erstbeschrieben. - Aechmea patentissima Mart. ex Schult. & Schult. f.) Baker (Syn.: Aechmea lingulata var. patentissima (Mart. ex Schult. & Schult. f.) L.B.Sm.) → Wittmackia patentissima (Mart. ex Schult. & Schult. f.) Mez - Aechmea pendulispica Leme & L.Kollmann → Wittmackia pendulispica (Leme & L.Kollmann) Aguirre-Santoro: Sie gedeiht epiphytisch im Mata Atlântica in Bahia und wurde 2013 erstbeschrieben. - Aechmea pernambucentris J.A.Siqueira & Leme → Wittmackia pernambucentris (J.A.Siqueira & Leme) Aguirre-Santoro - Aechmea sulbahianensis Leme, Amorim & J.A.Siqueira → Wittmackia sulbahianensis (Leme, Amorim & J.A.Siqueira) Aguirre-Santoro - Aechmea tentaculifera Leme, Amorim & J.A.Siqueira → Wittmackia tentaculifera (Leme, Amorim & J.A.Siqueira) Aguirre-Santoro - Aechmea turbinocalyx Mez (Syn.: Aechmea curranii (L.B.Sm.) L.B.Sm. & M.A.Spencer) → Wittmackia turbinocalyx (Mez) Aguirre-Santoro - Aechmea viridostigma Leme & H.Luther → Wittmackia viridostigma (Leme & H.Luther) Aguirre-Santoro: Sie wurde 2003 aus dem brasilianischen Bundesstaat Bahia erstbeschrieben. |

| Durch Macielet al. 2019 wurden etwa sieben Arten in die neu aufgestellte Gattung Karawata J.R.Maciel & G.Sousa gestellt: |
| - Aechmea depressa L.B.Sm. → Karawata depressa (L.B.Sm.) J.R.Maciel & G.Sousa - Aechmea gustavoi J.A.Siqueira & Leme → Karawata gustavoi (J.A.Siqueira & Leme) J.R.Maciel & G.Sousa - Aechmea hostilis E.Pereira → Karawata hostilis (E.Pereira) J.R.Maciel & G.Sousa - Aechmea multiflora L.B.Sm. → Karawata multiflora (L.B.Sm.) J.R.Maciel & G.Sousa - Aechmea nigribracteata J.R.Maciel, R.Louzada & M.Alves → Karawata nigribracteata (J.R.Maciel, Louzada & M.Alves) J.R.Maciel & G.Sousa: Sie wurde 2014 aus Bahia erstbeschrieben. - Aechmea prasinata G.Sousa & Wand. → Karawata prasinata (G.Sousa & Wanderley) J.R.Maciel & G.Sousa: Sie wurde 2015 Espírito Santo erstbeschrieben. - Aechmea saxicola L.B.Sm. → Karawata saxicola (L.B.Sm.) J.R.Maciel & G.Sousa |

| Durch Aguirre-Santoro 2017 wurden etwa zwölf Arten in die Gattung Ronnbergia E.Morren & André gestellt, die etwa 22 Arten enthält: |
| - Aechmea aciculosa Mez & Sodiro → Ronnbergia aciculosa (Mez & Sodiro) Aguirre-Santoro: Sie gedeiht in Regenwäldern in Ecuador. - Aechmea allenii L.B.Sm. → Ronnbergia allenii (L.B.Sm.) Aguirre-Santoro - Aechmea drakeana André → Ronnbergia drakeana (André) Aguirre-Santoro - Aechmea fraseri Baker → Ronnbergia fraseri (Baker) Aguirre-Santoro - Aechmea germinyana (Carriere) Baker (Syn.: Bromelia daguensis hort. ex C.Chev., Cheavalliera gaminyana Carrière, Chevaliera germinyana (Carrière) L.B.Sm. & W.J.Kress) → Ronnbergia germinyana (Carriere) Aguirre-Santoro - Aechmea involucrata André → Ronnbergia involucrata (André) Aguirre-Santoro - Aechmea subpetiolata L.B.Sm. → Ronnbergia subpetiolata (L.B.Sm.) Aguirre-Santoro - Aechmea tonduzii Mez & Pittier ex Mez → Ronnbergia tonduzii (Mez & Pittier ex Mez) Aguirre-Santoro - Aechmea veitchii Baker (Syn.: Cheavalliera veitchii (Baker) E.Morren, Chevaliera veitchii (Baker) L.B.Sm. & W.J.Kress) → Ronnbergia veitchii (Baker) Aguirre-Santoro - Aechmea viridispica Aguirre-Santoro & Betancur → Ronnbergia viridispica (Aguirre-Santoro & Betancur) Aguirre-Santoro: Sie wurde 2011 aus dem kolumbianischen Antioquia erstbeschrieben. - Aechmea weberbaueri Harms emend. Rauh → Ronnbergia weberbaueri (Harms) Aguirre-Santoro - Aechmea wuelfinghoffii E.Gross → Ronnbergia wuelfinghoffii (E.Gross.) Aguirre-Santoro: Sie wurde 1998 aus Ecuador erstbeschrieben. |

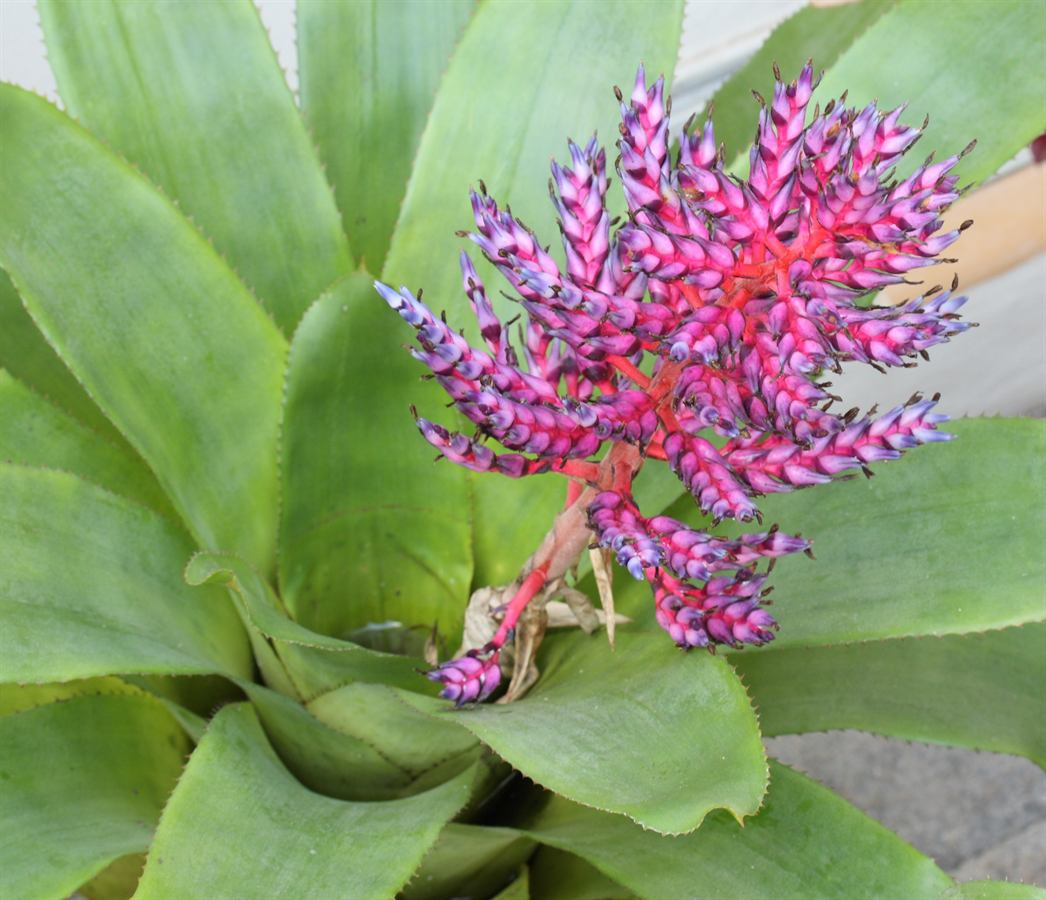
Die Sorte Aechmea ‘DelMar’

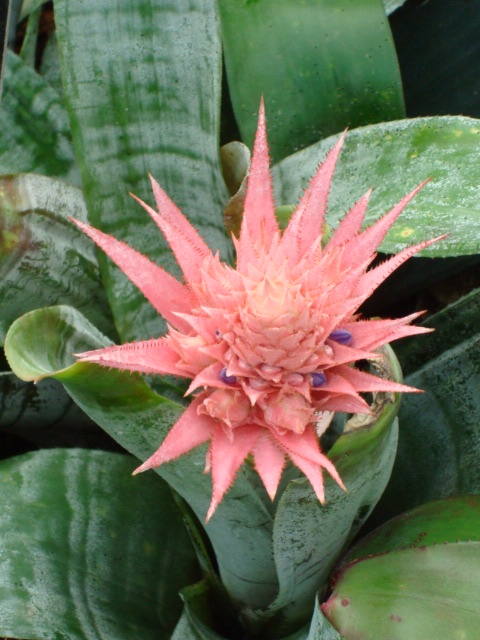
Rosafarbener Blütenstand und grau beschuppte Laubblätter einer Lanzenrosette (Aechmea fasciata)

## Nutzung
Einige Arten und ihre Sorten werden in tropischen bis subtropischen Parks und Gärten als Zierpflanzen verwendet. Die Arten, die nicht zu groß werden, eignen sich auch als Zimmerpflanzen. Es gibt einige Hybriden. Die bekannteste Art der Gattung ist Aechmea fasciata, sie wird auch Lanzenrosette genannt.

## Weiterführende Literatur
- Jefferson Maciel, Georg Zizka, Marccus Alves: Differential geographical and ecological dynamics allow diversification of morphologically convergent giant bromeliads in the Atlantic Forest. In: Journal of Biogeography, Volume 47, Issue 4, Oktober 2020. doi:10.1111/jbi.13961

- Karte mit allen verlinkten Seiten:
- OSM |
- WikiMap